# محمد سليماني
محمد سليماني (بالفارسية: محمد سليمانى)، من مواليد 23 سبتمبر 1987، هو لاعب إيراني لكرة الطائرة سابقاً، وشارك محمد سليماني ضمن التشكيلة الأساسية لبطولة بطولة العالم لكرة الطائرة للرجال 2006 سنة 2006.